# Јован Валента
Јован Валента (češ. Jan Valenta; Праг, 1826 — Марила, Банат, Румунија, 7. јун 1887) био је по народности Чех, лекар, доктор медицине и хирургије, варошки лекар у Смедереву и Београду, први управник болнице на Палилули и хонорарни професор Велике школе (Београд, хигијена).
Основну и средњу школу је похађао у родном Прагу. У Прагу је дипломирао на Медицинском факултету 1849. године. До доласка у Кнежевину Србију, радио је као "секундар"(помоћни лекар?) у прашкој болници. По доласку у Србију 1852. године, чешко име Јан заменио је са српским именом Јован. У Србији је др Валента постављен за окружног физикуса прво у Смедеревском (Смедереву), затим Рудничком (Јагодини), а потом у Ваљевском округу. Године 1865. (или 1867?) је др Валента именован за управника прве варошке болнице у Београду, која је основана 1841. године. На том месту је остао до 1874. године, када прелази за професора у "Великој гимназији" (Првој београдској гимназији). Као угледан и поштован Београђанин, био је између 1870-1882. године председник Грађанске касине у Београду.
Са др Аћимом Медовићем подстакао је оснивање Српског лекарског друштва у Србији 1868. године. На оснивачком скупу међу 15 лекара било је само петоро Срба. До оснивања је дошло ипак касније 1872. године. Учествовао је 1873. године као делегат Србије на III међународном конгресу лекара у Бечу. Бавио се и политиком, биран је два пута за народног посланика са владине листе.
Поред писања бавио се и превођењем медицинског штива са чешког на српски језик. Године 1864. је објавио књигу „Наука о чувању здравља“. Ову књигу су пратиле још две: „Хигијена-Наука о чувању здравља“ (1877) и „Засебна хигијена-Дијететика“ објављена 1881. године. Хонорарни је предавач хигијене (1881) на београдској Великој школи.
Био је један од 4 оснивача удружења београдских ЧехаЧешка беседа (1869).

## Академик
Кореспондентни је члан Друштва српске словесности од почетка 1862. године. Редовни је члан Српског ученог друштва (Одсека за науке природословне и математичке) наименован лета 1864. године. Одржавао је везе са чешким лекарским друштвом, чији је био дописни члан (1865).

## На југоистоку Србије
Био је ожењен Маријом са којом је имао синове Александра и Михаила. Док је службовао у Смедереву са њима је живела и лекарева мајка Катарина удовица. То значи да је у Србију дошла цела породица Валента (аустријски поданици) и тада (1860) смештена у властитој кући, али грађеној "од слабог материјала". Под старе дане радио је вредни лекар као физик (једини, поред општинског) Пиротског округа. Отишао је у Пирот децембра 1882. године, по указу краља Милана, где је поред обавеза окружног лекара радио и као управник болнице у Пироту. Остао је радно ангажован у Пироту до 1886. године, када је пензионисан. Умро је изненада 1887. године током боравка у климатском лечилишту Марили, у данашњој Румунији.